# Faxi (ås)
Faxi är en ås i republiken Island. Den ligger i regionen Suðurland, 130 km öster om huvudstaden Reykjavík. Toppens höjd är 833 meter över havet.